# Sayewein
Sayewein är en klan i Liberia.   Den ligger i regionen Grand Bassa County, i den centrala delen av landet, 80 km öster om huvudstaden Monrovia.